# Procloeon bellum
Procloeon bellum är en dagsländeart som först beskrevs av Mcdunnough 1924.  Procloeon bellum ingår i släktet Procloeon och familjen ådagsländor. Inga underarter finns listade i Catalogue of Life.